# Établissements Cambier
Établissements Cambier war ein französischer Hersteller von Automobilen.

## Unternehmensgeschichte
Das Unternehmen wurde in den 1890er Jahren in Lille zur Produktion von Kompressoren gegründet. 1897 begann die Produktion von Automobilen. 1905 endete die Produktion. Cambier aus Mechelen war Lizenznehmer.

## Fahrzeuge
Das erste Modell war mit einem Heckmotor ausgestattet und ähnelte den damaligen Modellen von Benz. Außerdem gab es 1897 das Modell 30 CV mit einem Dreizylindermotor. 1900 bestand das Angebot aus dem Zweizylindermodell 8 CV sowie mehreren Einzylinder-, Dreizylinder- und Vierzylindermodellen. Ab 1902 wurden die Modelle 6 CV, 8 CV und 12 CV nach Lizenzen von Mathieu hergestellt.